# バーブ (原子力潜水艦)
|          |                                        |
| 艦歴     |                                        |
| 発注     | 1959年3月                              |
| 起工     | 1959年11月9日                          |
| 進水     | 1962年2月22日                          |
| 就役     | 1963年8月24日                          |
| 退役     | 1989年12月20日                         |
| 除籍     | 1989年12月20日                         |
| その後   | 原子力艦再利用プログラム               |
| 性能諸元 |                                        |
| 排水量   | 4,400トン                              |
| 全長     | 278 ft (84.7 m)                        |
| 全幅     | 31 ft (9.4 m)                          |
| 吃水     | 26 ft (7.9 m)                          |
| 機関     | S5W reactor                            |
| 最大速   | 20+ ノット                             |
| 乗員     | 士官、兵員130名                        |
| 兵装     | 21インチ魚雷発射管4基、サブロック      |
| モットー | Caveat Tyrannis ("Let Tyrants Beware") |

バーブ (USS Barb, SSN-596) は、アメリカ海軍の原子力潜水艦。パーミット級原子力潜水艦の4番艦。艦名はコイ科の魚バーブに因む。その名を持つ艦としてはガトー級潜水艦9番艦(SS-220)以来2隻目。

## 艦歴
バーブの建造は1959年3月にミシシッピ州パスカグーラのインガルス造船所に発注され、1959年11月9日に起工する。1962年2月12日にフラッキー夫人（先代バーブ艦長であったユージン・B・フラッキー海軍少将の妻）によって命名、進水し、1963年8月24日に艦長チャールズ・D・グロージーン中佐の指揮下就役する。
就役後は真珠湾を母港として、第71潜水艦隊に所属したバーブは1964年に潜水艦隊旗艦となる。就役初年度の大半は新型兵装の試験および開発、原子力潜水艦の戦術訓練に費やされた。バーブは試験用のAN/BQG-2Aソナーが装備された最初の潜水艦であった。
1968年4月11日、ウラジオストックの付近のステーションでバーブは4隻あるいは5隻の潜水艦を含む多数の艦艇の移動を報告した。ソ連海軍太平洋艦隊が港を出航したが、全ての艦が低速で航行し、アクティブ・ソナーで音波を発していた。3月8日に629型潜水艦(Golf class)のK-129 がオアフ島北西で沈没しており、ソ連艦隊は K-129 の探索を行っていたものと考えられた。一連の出来事は6年後のグローマー・エクスプローラー (USNS Glomar Explorer, T-AG-193) の建造とジェニファー計画に繋がった。
バーブは3度の大規模オーバーホールを行い、2度はメア・アイランド海軍造船所で、そのうちの1回は燃料交換であった。もう1度は真珠湾海軍造船所で行われた。それぞれのオーバーホールでは新型ソナー、火器管制装置および電子機器が装備され、推進機関の改良も行われた。
1972年7月8日、バーブはマリアナ諸島への哨戒に先立って行われた修理が完了し、アプラ港に停泊中であった。タイフーン「リタ」がグアムに接近中で、バーブは出航し嵐が来る前に潜航した。04:00を回ったころ、戦略航空軍団のBー52爆撃機「コバルト2」（リロイ・ジョンソン機長）がアンダーセン空軍基地を離陸した。嵐の上空を飛行する予定であったものの、離陸直後に操縦不能となり、乗組員は脱出した。05:25までに6名の乗組員が海上をさまよっていた。
C-97輸送機が生存者を発見し、ハガニアの探索救助部隊にその位置を無線連絡した。バーブとガーナード (USS Gurnard, SSN-662) が全速で現場に急行し救助に当たることを命じられた。23:00ごろにバーブは報告された位置から約12マイルの海域に浮上した。悪天候のため既に水上艦は帰還を強いられていた。円柱形の船体を持つ潜水艦は荒波のため猛烈な回転運動に揺り動かされた。翌日の01:15にバーブの乗員は生存者の明かりを発見した。バーブは夜通し生存者の救助を幾度となく試みたが、成功しなかった。
07:40までに視界は改善し、台風は現場海域から移動した。バーブは3隻の筏へと接近した。生存者へロープを渡そうという試みが何度か行われたが、いずれも失敗した。主任水雷士官のジョン・ヘンツがロープを持って生存者の元へ泳いでいくことを志願した。08:15頃に電子戦士官ロナルド・ドボラク少佐、副操縦士ウィリアム・ニーリィ三世中尉、ナビゲーターのケント・ダドソン中尉が乗る筏にロープが渡され、バーブによって救助された。続く1時間以上、40フィートの大波で救助作業は難航し、バーブのスクリューはしばしば露出し、バラストタンクの海水は艦底部できしみを生じさせた。10:00頃に捜索機が次の生存者、砲手のダニエル・ヨハンセンの位置を通知し、彼はロープを伝って15分ほどで救助された。
その間にガーナードが現場に到着した。ガーナードは機長のリロイ・ジョンソン大佐を救助、収容していた。レーダー・ナビゲーターのJ・L・ヴオーン中佐は既に死亡していた。探索機が筏を結びつけたまま海面に顔を付けて揺られる遺体を発見した。
生存者はグアムへと運ばれ、両艦は殊勲部隊章を受章、10名の乗員が救助における個々の危険な役割を賞賛された。ヘンツは英雄的行動により海軍・海兵隊メダルを受章した。
1975年、バーブはカリフォルニア州サンディエゴに配属され第3潜水戦隊に所属した。
バーブは1980年中頃から1982年末までメア・アイランド海軍造船所で特別の広範囲オーバーホールを行った。推進プラントは蒸気発生器の洗浄が行われ、射撃管制はデジタル管制機へ、ソナー・システムは最新のAN/BQQ-5ソナーへ変更された。また、1960年代から導入が始められた SUBSAFE 改修が実施された。オーバーホールは18ヶ月が予定されていたが、造船所の補修の品質問題およびスケジュールの遅延で27ヶ月に延長された。それぞれの改修が完了する度に海上公試が行われ、公試は4度実施された。1982年12月にサンディエゴのポイント・ロマ潜水艦基地に戻り、補足の作業はサンディエゴの乾ドックで1983年前半に完了した。
バーブは1989年3月10日に不活性化され、1989年12月20日に退役、同日除籍された。船体は原子力艦再利用プログラムに従ってワシントン州ブレマートンで解体され、作業は1996年3月14日に完了した。